# Corey Brewer
Corey Wayne Brewer (Portland, Tennessee, 5. ožujka 1986.) američki je profesionalni košarkaš. Igra na poziciji niskog krila, a može igrati i bek šutera. Trenutačno je član NBA momčadi Oklahoma City Thundera. Izabran je u 1. krugu (7. ukupno) NBA drafta 2007. od strane Minnesota Timberwolvesa. 

## Karijera

### Rani život
Brewer je pohađao srednju školu Portland i u posljednjoj sezoni zaslužio je mjesto u McDonald’s All American momčadi s prosjekom od 29.4 poena i 12.8 skokova. Nakon završetka srednje škole odlučio je pohađati sveučilište Florida. 

### Sveučilište
Već u prvoj sezoni mu je trener Billy Donovan ukazao veliko povjerenje koje je 206 cm visoki i samo 84 kg teški krilni igrač dobro iskoristio. Brojke mu nisu bile na visokoj razini, ali treneri su bili zadovolji igračem koji se za uspjeh podredio svojoj momčadi. Međutim, Gatorsi su 2005. godine došli samo do šesnaestine finala, a momčad je ujedno napustio njihov tadašnji najbolji igrač David Lee i očekivanja nisu bila osobito visoka. No, početnih 17 pobjeda zaredom afirmiralo je Gatorse kao jednu od jačih momčadi i sve je rezultiralo osvajanjem naslova. I kad su svi nakon vrhunske sezone očekivali odlazak glavnih igrača (Joakima Noaha, Taureana Greena i Ala Horforda) u NBA, oni su ostali vjerni momčadi i odlučili obraniti naslov.
Momčad je tako sljedeće sezone obranila naslov, ali manjkavost je bila što zbog istog sastavu niti jedan od igrača nije dobio značajniji prostor nego lani pa nije došlo ni do značajnijih pojedinačnih iskoraka. Od Brewera, Horforda i Noaha se očekivao visok izbor na draftu, a Brewerova pozicija se dodatno poboljšala osvajanjem najkorisnijeg igrača na Final Four turniru gdje je sakupio 32 koša, 10 skokova i po tri krađe i blokade. 

### NBA
Brewer je izabran kao sedmi izbor NBA drafta 2007. od strane Minnesota Timberwolvesa. Njegovi sveučilišni kolege Al Horford i Joakim Noah izabrani su kao treći, odnosno deveti izbor NBA drafta. Time su postali najviše plasirani trojcem (drafta) s istog sveučilišta u povijesti NBA lige. Krajem veljače 2011., Brewer je sudjelovao u razmjeni koja ga je, zajedno s Carmelom Anthonyjem, poslala u redove New York Knicksa. Međutim, ubrzo je otpušten. 3. ožujka Brewer, kao slobodan igrač, potpisuje trogodišnji ugovor vrijedan 8 milijuna dolara i postaje član Dallas Mavericksa.

## NBA statistika

### Regularni dio
| Godina    | Klub      | Odig. uta. | Uta. poč. | Min. | 2P%  | 3P%  | Sl. bac.% | Skok. | Asist. | Ukr. lop. | Blok. | Poena |
| --------- | --------- | ---------- | --------- | ---- | ---- | ---- | --------- | ----- | ------ | --------- | ----- | ----- |
| 2007./08. | Minnesota | 79         | 35        | 22.8 | .374 | .194 | .800      | 3.7   | 1.4    | 1.0       | .3    | 5.8   |
| 2008./09. | Minnesota | 15         | 8         | 20.5 | .411 | .417 | .737      | 3.3   | 1.7    | 1.0       | .2    | 6.2   |
| 2009./10. | Minnesota | 82         | 82        | 30.3 | .431 | .346 | .648      | 3.4   | 2.4    | 1.4       | .4    | 13.0  |
| 2010./11. | Minnesota | 56         | 22        | 24.3 | .384 | .263 | .708      | 2.7   | 1.4    | 1.6       | .2    | 8.6   |
| 2010./11. | Dallas    | 13         | 2         | 11.4 | .490 | .308 | .714      | 1.8   | .9     | .9        | .2    | 5.3   |
| Ukupno    |           | 245        | 149       | 24.9 | .408 | .312 | .700      | 3.2   | 1.7    | 1.3       | .3    | 8.9   |

### Doigravanje
| Godina    | Klub   | Odig. uta. | Uta. poč. | Min. | 2P%  | 3P%  | Sl. bac.% | Skok. | Asist. | Ukr. lop. | Blok. | Poena |
| --------- | ------ | ---------- | --------- | ---- | ---- | ---- | --------- | ----- | ------ | --------- | ----- | ----- |
| 2010./11. | Dallas | 6          | 0         | 3.8  | .444 | .333 | .000      | .3    | .2     | .7        | .0    | 1.5   |
| Ukupno    |        | 6          | 0         | 3.8  | .444 | .333 | .000      | .3    | .2     | .7        | .0    | 1.5   |

## Vanjske poveznice
- Službena stranica  Arhivirana inačica izvorne stranice od 29. studenoga 2018. (Wayback Machine)
- Profil na NBA.com
- Profil na Sveučilištu Florida